# ۲۹۷۴ هالدن
سیارک ۲۹۷۴ (به انگلیسی: 2974 Holden، نامگذاری:1955QK) دو هزار و نهصد و هفتاد و چهارمین سیارک کشف شده‌است که در ۲۳ اوت ۱۹۵۵ کشف شد.
قدر مطلق سیارک برابر ۱۳٫۹۰ است.